# Nestlé
Nestlé S.A. (pronunciación en francés: /nɛsle/) es una empresa multinacional suiza de alimentos y bebidas con sede en la ciudad suiza de Vevey. Ha sido la empresa de alimentos más grande del mundo, medida por los ingresos y otras métricas, para 2014, 2015 y 2016. Se clasificó en el número 72 de la lista Fortune Global 500 en 2014 y en la edición 2016 de Forbes Global 2000 de las empresas públicas más grandes.
Los productos de Nestlé incluyen alimentos para bebés, comida médica, agua embotellada, cereales para el desayuno, café y té, confitería, productos lácteos, helados, alimentos congelados, alimentos para mascotas y aperitivos.  Veintinueve de las marcas de Nestlé tienen ventas anuales de más de 1000 millones de dólares, incluyendo Klim Nespresso, Nescafé, Kit Kat, Smarties, Nesquik, Stouffer, Vittel y Maggi. Nestlé cuenta con 447 fábricas, opera en 194 países y emplea a unas 339.000 personas. Es uno de los principales accionistas de L'Oréal, la compañía de cosméticos más grande del mundo.
Nestlé se formó en 1905 por la fusión de Anglo-Swiss Condensed Milk Company en Estados Unidos, establecida en 1866 por los hermanos George y Charles Page, y Farine Lactée Henri Nestlé, fundada en 1866 por Henri Nestlé. La compañía creció significativamente durante la Primera Guerra Mundial y nuevamente después de la Segunda Guerra Mundial, ampliando sus ofertas más allá de sus primeros productos de leche condensada y fórmula infantil. La compañía ha realizado una serie de adquisiciones corporativas, incluidas Crosse & Blackwell en 1950, Findus en 1963, Libby's en 1971, Rowntree Mackintosh en 1988, Klim en 1998 y Gerber en 2007.
Nestlé tiene una participación primaria en la SIX Swiss Exchange y forma parte del Swiss Market Index. Tiene una cotización secundaria en Euronext. En 2011, Nestlé figuraba en el puesto número 1 de la revista Fortune Global 500 como la empresa más rentable del mundo. Con una capitalización de mercado de US $ 239.600 millones, Nestlé se ubicó en el puesto número 11 en el FT Global 500 de 2014.

## Historia

### Fundación y primeros años (1866-1900)

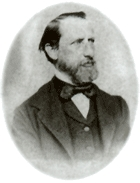
Henri Nestlé, confitero suizo, fue el fundador de Nestlé y uno de los principales creadores de la leche condensada.

Los orígenes de Nestlé se remontan a 1866, cuando se fundaron dos empresas suizas separadas que más tarde formarían el núcleo de Nestlé. En las décadas siguientes, las dos empresas competidoras expandieron agresivamente sus negocios en toda Europa y Estados Unidos.
En septiembre de 1867, en Vevey, Henri Nestlé desarrolló alimentos para lactantes a base de leche y pronto comenzó a comercializarla. Al año siguiente, en 1867, Henri crea una combinación de leche en polvo y harina de trigo, a la que llamó "harina lacteada". La fama de este producto creció en Europa y, en 1868, se inició la producción industrial de esta fórmula, hoy conocida como Cerelac. Este mismo año Daniel Peter comenzó siete años de trabajo perfeccionando su invención, el proceso de fabricación de chocolate con leche. Nestlé era la cooperación crucial que Peter necesitaba para resolver el problema de quitar toda el agua de la leche agregada a su chocolate y así evitar que el producto desarrollara moho. Henri Nestlé se retiró en 1875 pero la compañía, bajo nueva propiedad, conservó su nombre como Société Farine Lactée Henri Nestlé.

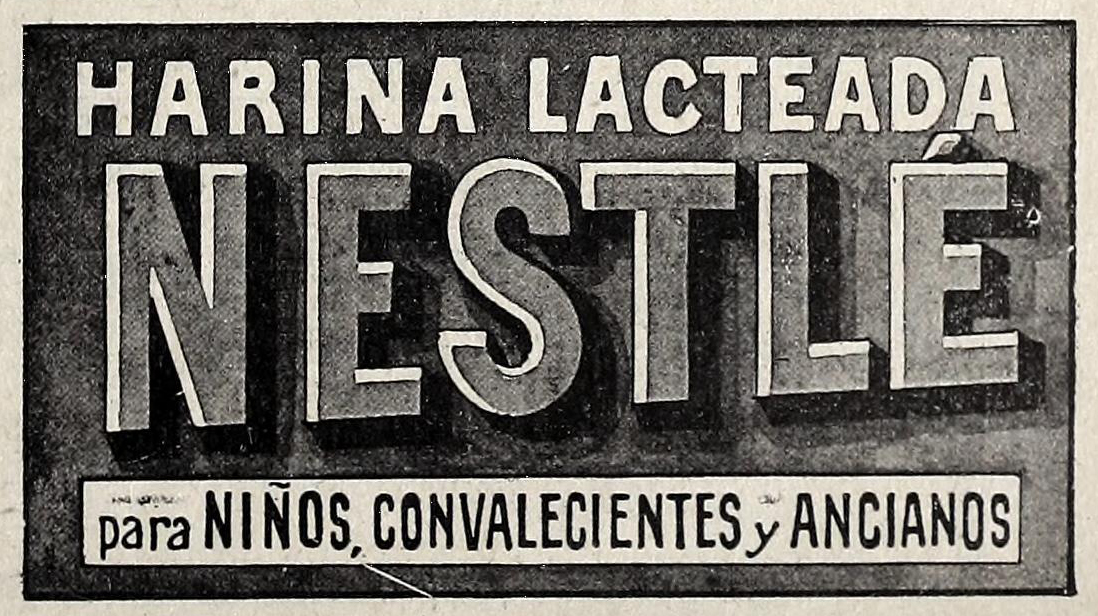
Anuncio de harina lacteada Nestlé (1908)

En agosto de 1867, Charles (cónsul estadounidense en Suiza) y George Page, dos hermanos del condado de Lee, Illinois, Estados Unidos, establecieron la Anglo-Swiss Condensed Milk Company en Cham. Su primera operación británica se abrió en Chippenham, Wiltshire, en 1873.
En 1877, Anglo-Swiss añadió alimentos a base de leche para bebés a sus productos; En el año siguiente, la Compañía Nestlé agregó leche condensada a su cartera, lo que hizo que las firmas fueran directas y rivales. En 1879, Nestlé se fusionó con el inventor de chocolate con leche Daniel Peter.

### Fusiones y compras (1901-1989)
En 1904, François-Louis Cailler, Charles Amédée Kohler, Daniel Peter y Henri Nestlé participaron en la creación y desarrollo del chocolate suizo, comercializando la primera leche de chocolate Nestlé.

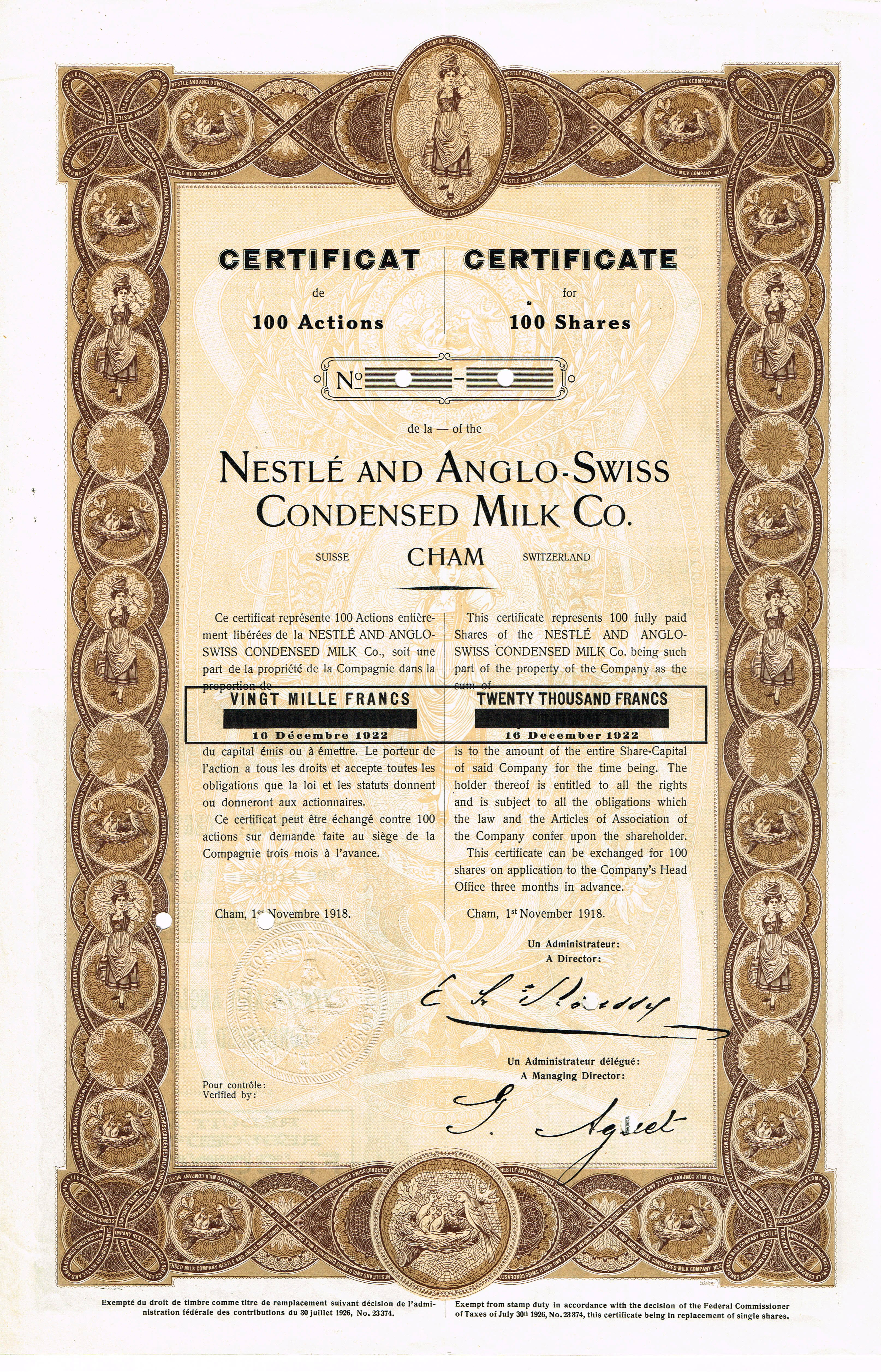
Certificado para 100 acciones de Nestlé y Anglo-Swiss Condensed Milk Co., emitida el 1 de noviembre de 1918

En 1905, las empresas se fusionaron para convertirse en Nestlé & Anglo-Swiss Condensed Milk Company, conservando ese nombre hasta 1947 cuando la denominación Nestlé Alimentana SA fue tomada como resultado de la adquisición de Fabrique de Produits Maggi SA (fundada en 1884) y su sociedad holding, Alimentana SA, de Kempttal, Suiza. Maggi era un fabricante importante de mezclas para sopa y de productos alimenticios relacionados. El nombre actual de la compañía fue adoptado en 1977. A principios de 1900, la compañía operaba fábricas en los Estados Unidos, el Reino Unido, Alemania y España. La Primera Guerra Mundial creó la demanda de productos lácteos en forma de contratos gubernamentales y, al final de la guerra, la producción de Nestlé se había más que duplicado.

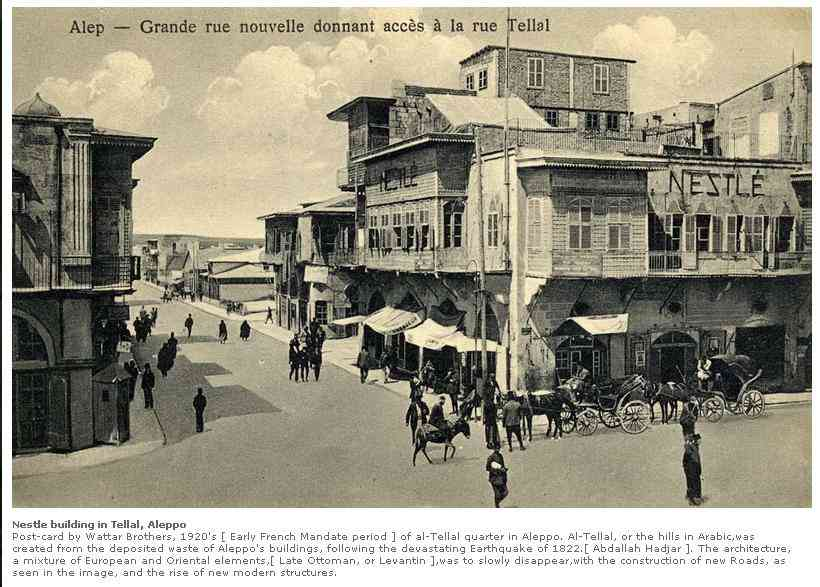
Edificio de Nestlé en Alepo (Siria) durante los 1920s.

En enero de 1919, Nestlé compró dos plantas de leche condensada en Oregón de la compañía Geibisch & Joplin por $ 250,000. Uno estaba en Bandon, y el otro estaba en Milwaukee. Los expandieron considerablemente, procesando diariamente 250.000 libras de leche condensada en la planta de Bandon.

En 1921, la compañía registra su primera pérdida; con el aumento en los precios de las materias primas, la disminución del ritmo de la economía posguerra y el deterioro de las tasas de cambio, el pesimismo sigue en aumento. Nestlé sintió inmediatamente los efectos de la Segunda Guerra Mundial. Los beneficios bajaron de US $ 20 millones en 1938 a US $ 6 millones en 1939. Se establecieron fábricas en países en desarrollo, particularmente en América Latina. La primera planta de Nestlé en Latinoamérica se ubicó en Ararás, Brasil. Pronto, la compañía se expandió por todo el continente.

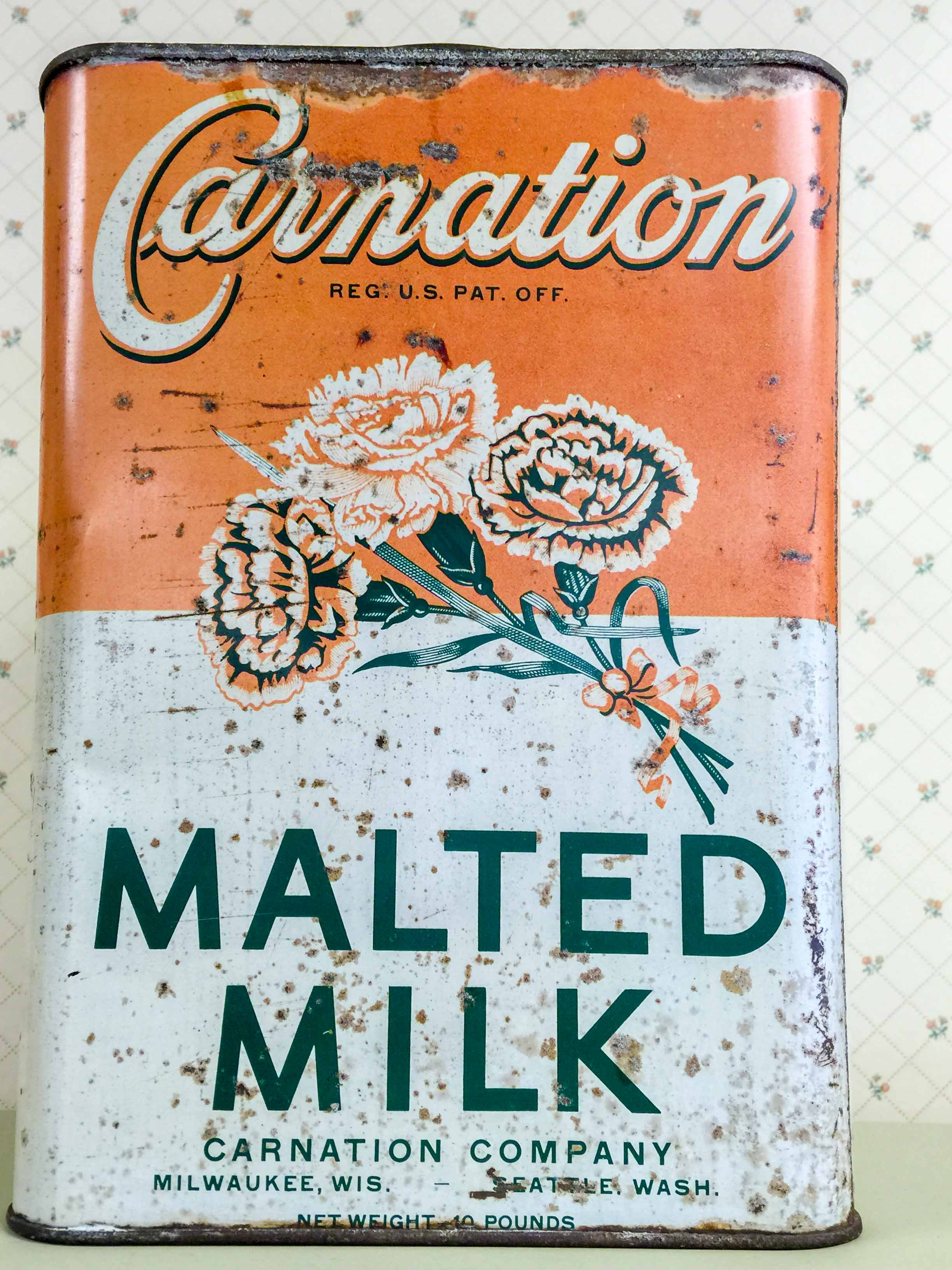
Leche Carnation

Irónicamente, la guerra ayudó con la introducción del nuevo producto de la compañía, Nescafé ("Café de Nestlé") en 1938, esto mediante el Instituto Brasileño del Café, que se acerca primero a Louis Dapples en 1930, buscando nuevos productos en los que aprovechar los grandes excedentes de café en Brasil. Ocho años de investigación, dan como resultado un polvo soluble, que se convirtió en una bebida básica del ejército estadounidense. La producción y las ventas de Nestlé aumentaron en la economía de guerra.
Después de la guerra, los contratos del gobierno se secaron, y los consumidores cambiaron de nuevo a la leche fresca. Sin embargo, la dirección de Nestlé respondió rápidamente, agilizando las operaciones y reduciendo la deuda. La década de 1920 vio la primera expansión de Nestlé en nuevos productos, convirtiéndose la fabricación de chocolate en la segunda actividad más importante de la compañía. Louis Dapples era CEO hasta 1937 cuando le sucedió Édouard Muller hasta su muerte en 1948.

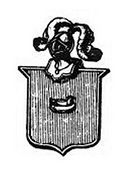
Escudo de Armas de la familia Nestlé, del cual se derivó el logo mundial de Nestlé.

El crecimiento se aceleró y se adquirieron numerosas empresas. En 1947 Nestlé se fusionó con Maggi, un fabricante de condimentos y sopas. Crosse y Blackwell siguieron en 1950, al igual que Findus (1963), Libby (1971) y Stouffer (1973). La diversificación vino con una participación en L'Oréal en 1974. En 1977, Nestlé hizo su segunda empresa fuera de la industria alimentaria, mediante la adquisición de Alcon Laboratories Inc.

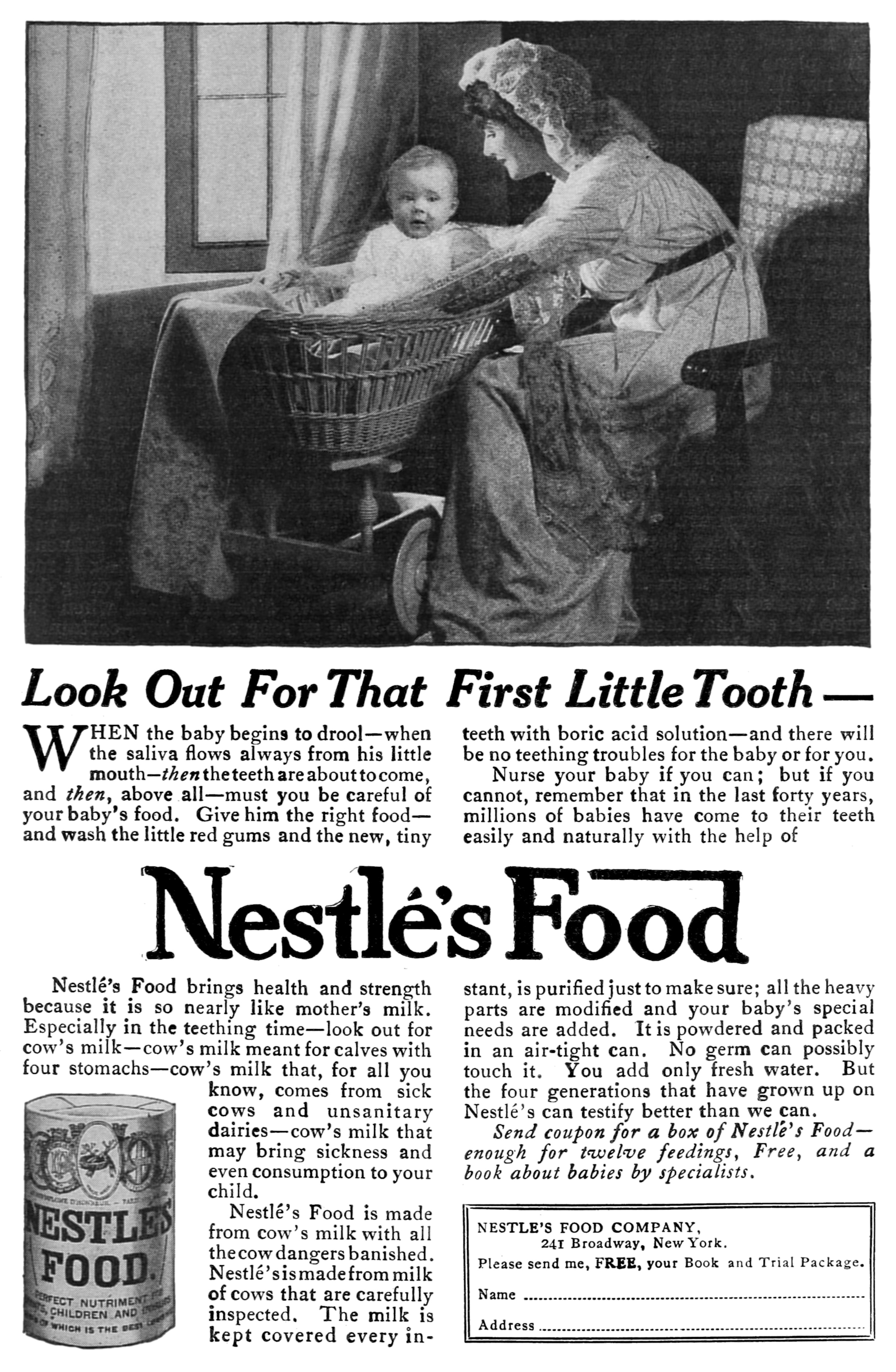
Un anuncio de 1915 para "Nestlés Food", una fórmula infantil temprana

El final de la Segunda Guerra Mundial fue el comienzo de una fase dinámica para Nestlé, aunque también se destacaría que tras acuerdo con L´Oréal en 1974, la posición general de Nestlé cambia rápidamente. Por primera vez desde la década de 1920, la situación económica de la compañía se deteriora al subir el precio del petróleo y al disminuir el crecimiento de los países industrializados. Además, las tasas de cambio se deterioran con el franco francés, el dólar, la libra esterlina y el marco, todos perdiendo valor frente al franco suizo. Aunque con todos estos hechos, entre 1975 y 1977, los precios del café se cuadruplican y los del cacao se triplican.
Entre 1980 y 1984, la compañía desinvierte en varios negocios no estratégicos o que no le generaban utilidades. Al mismo tiempo, Nestlé pone fin a una serie de controversias sobre la comercialización de fórmulas infantiles en el Tercer mundo. Este debate ha llevado al boicot de productos Nestlé por parte de ciertas organizaciones. Este tema aún sigue latente en algunos lados, pero no existen intentos significativos de boicot.
Tras deshacerse de algunas propiedades, regresa con las adquisiciones de Carnation por $ 3000 millones en 1984, trayendo la marca de leche evaporada, así como Coffee-Mate y Friskies a Nestlé. La compañía de confitería Rowntree Mackintosh fue adquirida en 1988 por $ 4500 millones, lo que trajo marcas como Kit Kat, Smarties y Aero. El mismo año, Nestlé Chile adquirió Centenario S.A., sociedad propietaria de Hucke y McKay, lo que fue una importante noticia para los consumidores chilenos.
En 1987, Nestlé compra la marca de cafés portugueses SICAL, aumentando su presencia en el país luso.

### Crecimiento internacional (1990-2011)
La primera mitad de los años noventa demostró ser favorable para Nestlé. Los obstáculos al comercio se derrumbaron y los mercados mundiales se convirtieron en áreas comerciales más o menos integradas. Desde 1996, se han realizado diversas adquisiciones, entre ellas San Pellegrino (1997), D'Onofrio (1997), Spillers Petfoods (1998) y Ralston Purina (2002). Hubo dos adquisiciones importantes en América del Norte: en junio, Nestlé combinó su negocio de helados en Dreyer's, y en agosto se anunció una adquisición de US $ 2600 millones de Chef America, el creador de Hot Pockets. En el mismo lapso de tiempo, Nestlé entró en una oferta conjunta con Cadbury y estuvo cerca de comprar la icónica compañía estadounidense Hershey's, uno de sus más feroces competidores de confitería, pero el acuerdo finalmente terminó.
En 2003 inicia con la adquisición de helados Mövenpick, mejorando la posición de Nestlé en esta categoría de producto. En 2006, Jenny Craig, la empresa estadounidense de manejo de peso, y Uncle Toby´s fueron agregados al portafolio de Nestlé.
En diciembre de 2005, Nestlé compró la empresa griega Delta Ice Cream por 240 millones de euros. En enero de 2006, tomó la propiedad completa de Dreyer's, convirtiéndose así en el fabricante de helados más grande del mundo, con una cuota de mercado del 17,5%. En julio de 2007, completando un acuerdo anunciado el año anterior, Nestlé adquirió la división de nutrición médica de Novartis Pharmaceutical por US $ 2500 millones, adquiriendo también el producto de sabor a la leche conocido como Ovaltine, las líneas de suplementos nutricionales "Boost" y "Resource" , y productos de dieta Optifast.

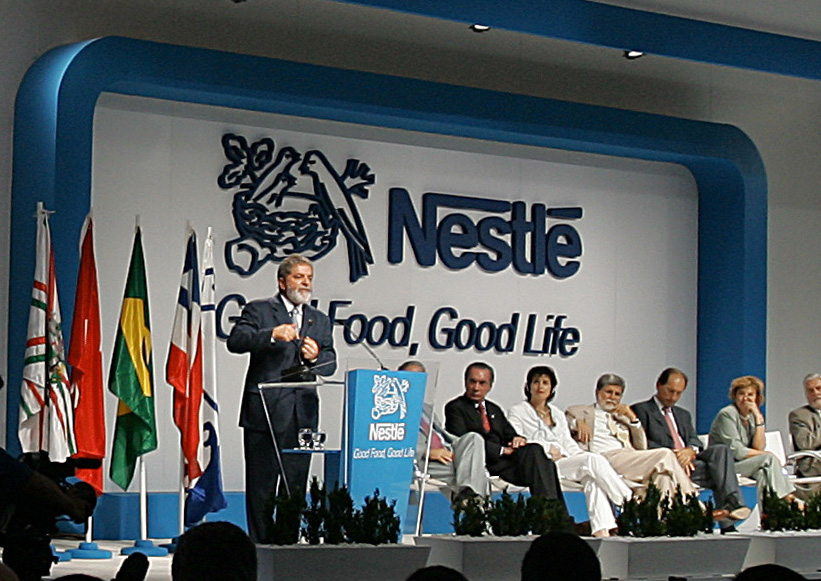
El presidente de Brasil, Lula da Silva, inaugurando una fábrica de Nestlé en Feira de Santana en febrero de 2007.

En abril de 2007, volviendo a sus raíces, Nestlé compró al fabricante estadounidense de alimentos para bebés Gerber por US $ 5.500 millones. En diciembre de 2007, Nestlé firmó una alianza estratégica con un fabricante de chocolate belga, Pierre Marcolini.
Nestlé acordó vender su participación de control en Alcon a Novartis el 4 de enero de 2010. La venta formaría parte de una oferta más amplia de US $ 39.300 millones, por parte de Novartis, para la adquisición completa de la compañía de cuidado ocular más grande del mundo. El 1 de marzo de 2010, Nestlé concluyó la compra del negocio estadounidense de pizza congelada de Kraft Foods por US $ 3.700 millones.
Desde 2010, Nestle ha estado trabajando para transformarse en una empresa de nutrición, salud y bienestar en un esfuerzo por combatir la disminución de las ventas de confitería y la amenaza de ampliar la regulación gubernamental de dichos alimentos. Este esfuerzo se lleva a cabo a través del Instituto Nestlé de Ciencias de la Salud bajo la dirección de Ed Baetge. El Instituto tiene como objetivo desarrollar "una nueva industria entre alimentos y productos farmacéuticos" mediante la creación de productos alimenticios con propiedades preventivas y correctivas para la salud que reemplazarían a los medicamentos de las botellas de píldoras. La rama de Ciencias de la Salud ya ha producido varios productos, tales como bebidas y batidos de proteína destinados a combatir la desnutrición, la diabetes, la salud digestiva, la obesidad y otras enfermedades.
En agosto de 2010 adquirió la empresa farmacéutica británica Vitaflo, que fabrica productos nutricionales clínicos para personas con trastornos genéticos. En julio de 2011, Nestlé SA acordó comprar el 60 % de Hsu Fu Chi International Ltd. por cerca de US $ 1700 millones. El 23 de abril de 2012, Nestlé acordó adquirir la unidad de nutrición infantil de Pfizer Inc., anteriormente Wyeth Nutrition, por US $ 11.900 millones, superando una oferta conjunta de Danone y Mead Johnson.

### Evolución reciente (2012-2017)
En los últimos años, Nestlé Health Science ha realizado varias adquisiciones. Adquirió CM & D Pharma Ltd., una empresa especializada en el desarrollo de productos para pacientes con enfermedades crónicas como la enfermedad renal; y Prometheus Laboratories, una empresa especializada en tratamientos para enfermedades gastrointestinales y cáncer. También tiene una participación minoritaria en Vital Foods, una compañía con sede en Nueva Zelanda que desarrolla soluciones basadas en kiwis para las condiciones gastrointestinales a partir de 2012.
Otra compra reciente incluyó el programa de pérdida de peso de Jenny Craig, por US $ 600 millones. Nestlé vendió la unidad de negocios de Jenny Craig a North Castle Partners en 2013. En febrero de 2013, Nestlé Health Science compró Pamlab, que fabrica alimentos médicos basados en L-metilfolato dirigidos a la depresión, la diabetes y la pérdida de memoria. En febrero de 2014, Nestlé vendió su negocio de nutrición deportiva PowerBar a Post Holdings, Inc. Más tarde, en noviembre de 2014, Nestlé anunció que estaba explorando opciones estratégicas para su subsidiaria de alimentos congelados, Davigel.
En diciembre de 2014, Nestlé anunció la apertura de 10 centros de investigación de cuidado de la piel en todo el mundo, profundizando su inversión en un mercado de productos para la salud de mayor crecimiento. Ese año, Nestlé gasta alrededor de $ 350 millones en investigación y desarrollo en dermatología. El primero de los centros de investigación, Nestlé Skin Health Investigation, Educación y Desarrollo de la Longevidad, se inaugurará a mediados de 2015 en Nueva York, seguido por Hong Kong y São Paulo, y más tarde en Norteamérica, Asia y Europa. La iniciativa está siendo lanzada en asociación con la Coalición Mundial sobre el Envejecimiento (GCOA), un consorcio que incluye compañías como Intel y Bank of America.
Nestlé anunció en enero de 2017 que trasladaría sus oficinas centrales estadounidenses de Glendale (California) a Rosslyn (Virginia), fuera de Washington D. C.

## Presencia en países americanos

### América
La marca llegó a varios países de América por medio de la importación de productos lácteos que llegaban a dichos países, para con los años establecerse oficialmente. La empresa tiene presencia en dichos países:
- Argentina (con presencia desde finales del siglo XIX; establecido oficialmente desde 1930; cuenta con 9 fábricas)[45]

- Brasil (con presencia desde 1875, cuando llega la leche condensada Milkmaid en Brasil; establecido oficialmente desde 1921, cuando se inaugura la primera fábrica de Nestlé en Latinoamérica, en la ciudad de Araras, Estado de São Paulo)[46]

- Bolivia (con presencia desde 1960s; establecido oficialmente desde el 2000)[47]
- Chile (con presencia desde 1934; establecido oficialmente desde 1945; cuenta con 7 fábricas)[48]
- Colombia (con presencia desde 1922; establecido oficialmente desde 1944; cuenta con 4 fábricas)[49] (invertirá $100 millones de dólares en 2026)
- Costa Rica
- Cuba
- República Dominicana
- Ecuador (con presencia desde 1955; establecido oficialmente desde 1970)[12]
- El Salvador
- Guatemala
- Honduras
- México (con presencia desde 1930; establecido oficialmente desde 1935; cuenta con 13 fábricas)[50]
- Nicaragua
- Panamá
- Paraguay (con presencia desde 1964; establecido oficialmente desde 1998)[51]
- Perú (con presencia desde 1919; establecido oficialmente desde 1940)[52] En 1986 Nestlé Se vio obligada a vender Leche Gloria a un tercero, nacional, por un error garrafal de su Gerente General Harry Korner, que ante el impago de un subsidio, amenazó al Ministro de Agricultura Remigio Morales Bermúdez con parar el recojo de leche fresca a nivel nacional.
- Puerto Rico (con presencia desde 1899; establecido oficialmente desde 1931)
- Uruguay (con presencia desde 1920; establecido oficialmente desde 1976)[53]
- Venezuela (con presencia desde 1886; establecido oficialmente desde 1941; cuenta con 5 fábricas)[54]

### España

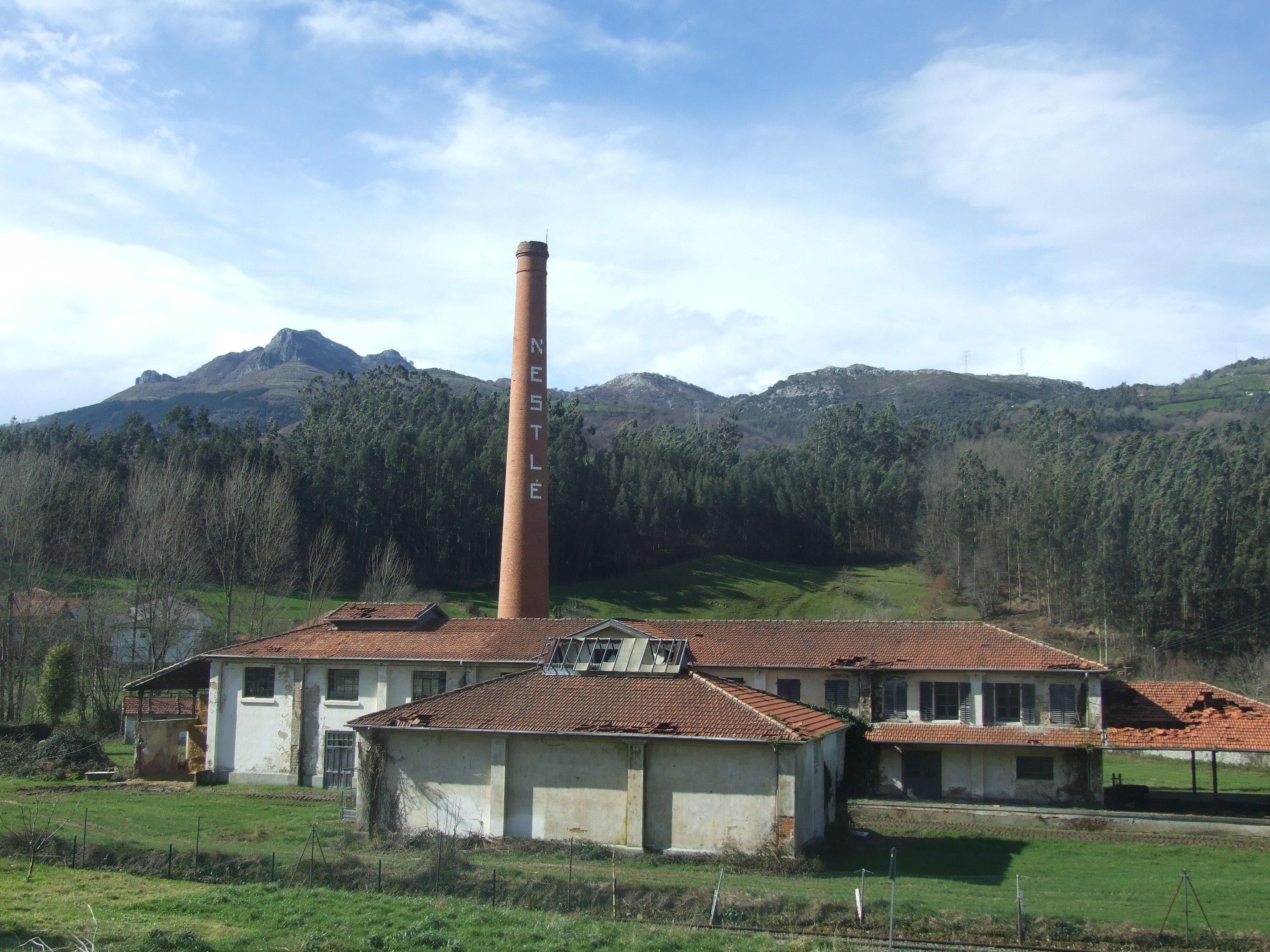
Antigua fábrica de Nestlé en Udalla (Cantabria).

En 1905, debido a la elevada actividad industrial y ganadera de Cantabria a principios del siglo XX, se fundó la primera factoría de Nestlé en España en la localidad de La Penilla, con una reducida plantilla inicial de 30 trabajadores encabezada por Lorenzo Pfersich Wüscher. Se trata de la primera fábrica que la multinacional suiza estableció fuera de su país de origen. Su primer artículo en producción fueron botes de harina lacteada Nestlé, pese a que era un producto ya existente en el país, lo que sumado a la desconfianza inicial hacia una marca recién introducida supuso un difícil crecimiento del negocio hasta finales de la siguiente década.
Para 1920 la empresa consigue establecerse como marca de confianza en España y constituye la sociedad AEPA (Anónima Española de Productos Alimenticios), y se expande creando delegaciones en las ciudades más importantes del país, obteniendo en 1927 el título de "Proveedora oficial de la Real Casa" por el rey Alfonso XIII. Durante ese periodo Nestlé invirtió en grandes campañas de marketing e imagen, y en 1928 incorporó a su fábrica la producción y venta de chocolates con las marcas Peter, Cailler y Kholer (hasta entonces sólo producidos en fábricas extranjeras y no comercializados en España). Fruto de la fusión en 1929 con Chocolats Suisses S.A. la fábrica de La Penilla se convierte en una de las trece fábricas del mundo donde se produce la nueva línea de chocolates Nestlé, nombrando a cargo de esta al infante Don Jaime de Borbón.
En la actualidad, Nestlé en España tiene la sede en Esplugas de Llobregat, en Barcelona, y 10 centros de producción repartidos en cinco comunidades autónomas. Se encuentran en Puentecesures (Pontevedra), Gijón y Sebares (Asturias), La Penilla (Cantabria), Gerona y Viladrau (Gerona), Castellbisbal (Barcelona), Reus (Tarragona), Miajadas (Cáceres) y Herrera del Duque (Badajoz). 
Con una plantilla media de cerca de 4500 personas, Nestlé ofrece productos alimenticios para consumir en las diferentes etapas de la vida: alimentos infantiles, lácteos, chocolates, cafés y bebidas a base de cereales, culinarios, cereales para el desayuno, ultracongelados, aguas minerales, especialidades de nutrición clínica y alimentos y cuidados para mascotas.

### Proyectos en España
Plan integral de reciclaje de cápsulas de café
Nestlé España puso en marcha en 2011 un plan de reciclaje integral de cápsulas de café con ayuntamientos y organismos municipales. A día de hoy, existen 1.469 puntos de recogida municipales de cápsulas que dan servicio a más de 16 millones de habitantes de 12 comunidades autónomas (Andalucía, Aragón, Asturias, Baleares, Cantabria, Castilla y León, Cataluña, La Rioja, Madrid, Navarra, País Vasco y Valencia). 
Chocolates elaborados con cacao sostenible, certificado por UTZ
Desde 2016, el programa de agricultura sostenible con certificado UTZ, certifica el cacao con el que Nestlé produce todo el chocolate de la fábrica de Penilla de Cayón, en Cantabria. Esta organización tiene el objetivo de contribuir a mejorar las condiciones de vida de los agricultores de cacao y proteger el medio ambiente. Actualmente, el cacao que compra Nestlé procede, principalmente, de Costa de Marfil, Ghana y Ecuador.
Los 10 Compromisos Nutricionales 
En 2014 Nestlé España presentó sus 10 Compromisos Nutricionales que definen la estrategia de la empresa en nutrición. Estos compromisos se centran en tres áreas: la formulación de productos, la información al consumidor y la educación.
La investigación científica
A nivel mundial, Nestlé tiene una red de 40 centros de investigación y desarrollo repartidos por diversos países de todo el mundo en los que trabajan 4800 profesionales.

## Asuntos corporativos
Nestlé es la mayor empresa de alimentos del mundo, con una capitalización de mercado de aproximadamente 231.000 millones de francos suizos, que es más de US $ 247.000 millones a mayo de 2015.
En 2014, las ventas consolidadas fueron de CHF 91.610 millones y el beneficio neto fue de CHF 14.460 millones. La inversión en investigación y desarrollo fue de 1.630 millones de francos suizos.

### Ventas por categoría en dólares
- 20.300 millones de bebidas en polvo y líquidos
- 16.700 millones de productos lácteos y helados
- 13.500 millones de platos preparados y ayudas para cocinar
- 13.100 millones de nutrición y ciencias de la salud
- 11.300 millones de petcare
- 9.600 millones de confitería
- 6.900 millones de agua

### Porcentaje de ventas por área geográfica
- 43% de América
- 28% de Europa
- 29% de Asia, Oceanía y África

Según una encuesta global 2015 de consumidores en línea realizada por el Instituto de Reputación, Nestlé tiene una puntuación de reputación de 74.5 en una escala de 1-100.

### Empresas conjuntas
Las empresas conjuntas incluyen:
- Marcas de Cereal en todo el mundo con General Mills (50% / 50%)
- Lactalis Nestlé Produits Frais con Lactalis (40% / 60%)
- Nestlé Colgate-Palmolive con Colgate-Palmolive (50% / 50%)
- Nestlé Indofood Citarasa Indonesia con Indofood (50% / 50%)
- Nestlé Snow con Snow Brand Milk Products (50% / 50%)
- Nestlé Modelo con Grupo Modelo
- Dairy Partners América Brasil con Fonterra (51% / 49%)

## Marcas principales

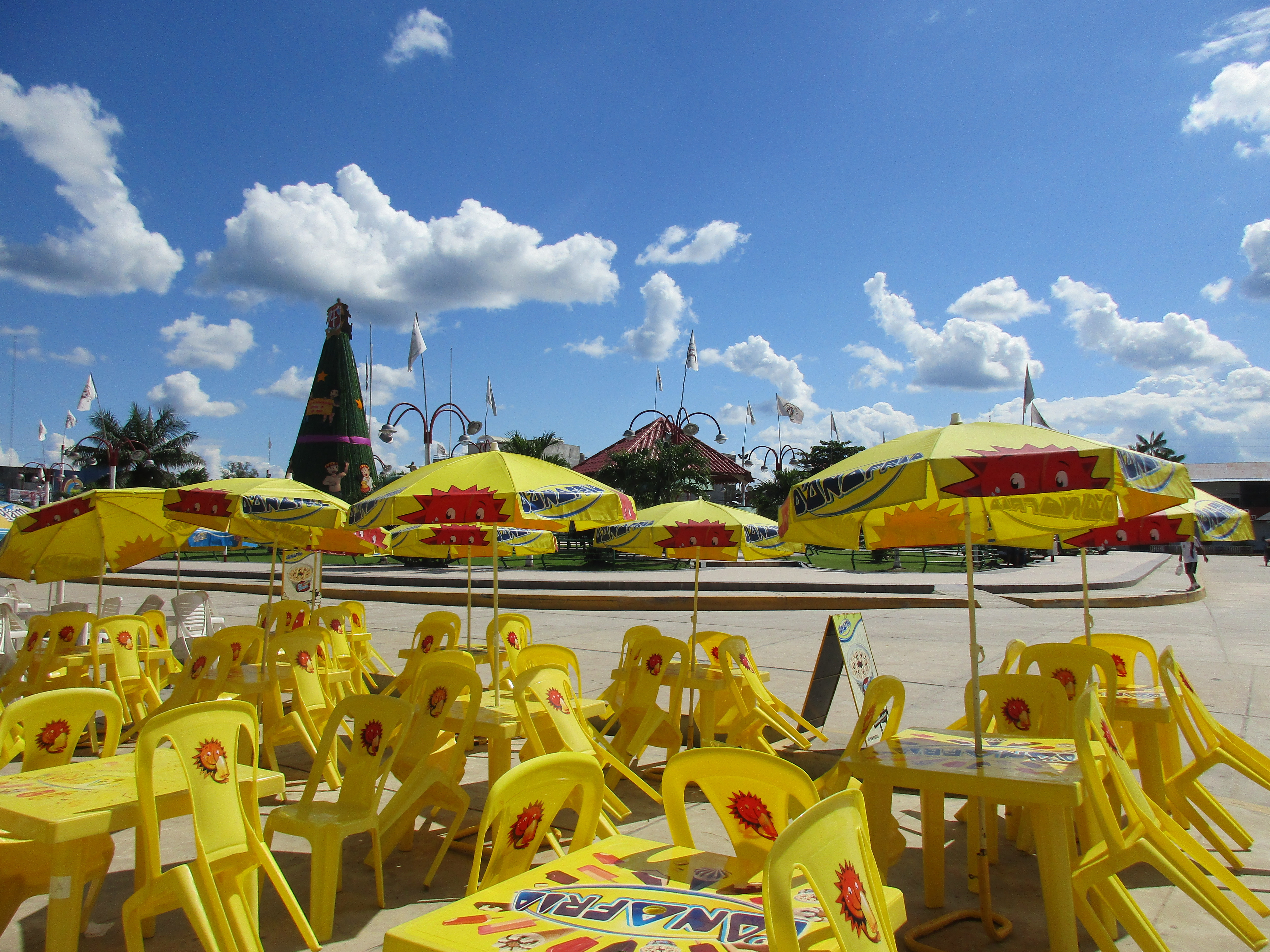
Puesto de helados D'Onofrio en la plaza José Abelardo Quiñones en la ciudad peruana de Iquitos.

Las marcas están clasificadas por mercados y ordenadas por cantidad de beneficios económicos (de mayor a menor). Solo se incluyen las de mayor proyección internacional. Nestlé también tiene una participación accionarial del 29 % en L'Oréal, pero estaría planeando una OPA sobre el 30 % que posee Françoise Bettencourt Meyers. Las marcas aparecen aquí con el nombre original (usualmente en inglés), pues el mismo producto a menudo se presenta con distintos nombres en los países en los cuales se distribuyen. Hay que tener en cuenta, además, que en varios países la transnacional tiene marcas propias por haber comprado compañías locales que solo tienen reconocimiento allí.

### Leche
- NIDO
- NIDO Buen día
- Klim
- Nan Pro
- Nestogeno
- La lechera
- Canprolac
- Sativa 2,3
- Nidina
- Nan H.a.
- Nan 2,3,4
- Ideal
- Desayuno Inteligente
- Nutrición y Salud
- Mi Vaca (descremada)
- Svelty
- Carnation
- Gloria (Perú)
- Leche Sur (Chile)

### Papillas
- Nestum
- Papillas Nestlé 8 cereales
- Papillas Nestlé bífidus
- Papillas Nestlé Yogur

### Cereales
- Fitness
- Fitness Choc
- Fitness Dark Choc
- Fitness Choc White
- Fitness Choc Avellana
- Lion
- Chocapic
- Chocapic Avellana
- Cheerios
- Estrellitas
- Estrellita Maria
- Golden Grahams
- Cerelac
- Gold Flakes
- Nesquik
- Frosted Flakes
- Corn Flakes (sin Gluten)
- Nesquik Sin Gluten
- Milo
- Trix
- Nestum
- Zucosos (Chile)
- Cookie Crisp
- Lucky Charms
- Shreddies (R. U. e Irlanda)

### Barritas de Cereales
- Barritas Golden Grahams
- Barritas Nesquik
- Barritas Chocapic
- Barritas Fitness Choc
- Barritas Fitness White

### Café
- Nescafé
- Nescafé Dolce Gusto
- Kirma (en Perú)
- Nespresso
- Bonka
- Ecco (en Perú y Chile)
- Brasilia
- Águila
- El Chana
- Bracafé
- Presto

Otras bebidas
- Buxton (en R. U.)
- Nesquik
- Nestea
- Milo
- Yogures Nestlé
- Nestlé Pure Life (Agua Mineral)
- Aquarel
- Yogur Mi Vaca (descremado)
- Viladrau
- Vascolet
- Princes Gate (en R. U.)
- Bliss

### Helados
- Savory (Chile)
- Häagen-Dazs
- Ice Cream Nestlé (R. U.)
- Helados Nestlé (España)
- Frigor (Argentina)
- Payco (Puerto Rico)
- Nestlé Gold
- D'Onofrio (Perú)[57]
- Dreyer's (EE. UU.)

### Refrigerados
- Chamyto (Chile)
- Chandelle (Chile)
- Chiquitín (Chile)

### Culinarios
- Maggi
- Buitoni
- Solís
- Litoral

### Chocolates
- Toronto
- After Eight
- Nestlé Extrafino
- Nestlé Postres
- Nestlé Caja Roja
- Nestlé Gold
- Milkybar
- Nesquik
- Kit Kat
- Bolero
- Garoto (empresa)
- Cri-Cri
- Triángulo
- Savoy Carré
- Sublime
- Savoy
- Crunch
- Sahne Nuss
- Butterfinger
- Galak
- Ping Pong
- Baby ruth
- Trencito
- Princesa
- Miramar
- Boston
- Super 8
- Turtles (R. U. y Canadá)
- Carlos V (chocolate)
- Sorrento
- Prestigio
- Chokita (Chile)
- Capri (Chile)

### Galletas
- Samba
- Carlton
- Mckay (Chile)
- Mckay Triton (Chile)
- Samba
- Susy
- Cocosette

### Comidas para animales
- Purina Dog Chow
- Cat Chow
- Proplan
- Friskies
- Cat brow
- Doko

En 2023, la Reseña Anual del sistema de Madrid de la Organización Mundial de la Propiedad Intelectual (OMPI) clasificó a Nestlé como el décimo segundo lugar mundial en número de solicitudes de marcas realizadas en el marco del Sistema de Madrid, con 79 solicitudes de marcas realizadas durante 2023, tras 55 registradas en 2022 y 77 en 2021.

## Controversias

### Sobre la publicidad de la leche en polvo
Un estudio realizado en los años 70 por investigadores británicos demostró la superioridad del crecimiento de los recién nacidos que tomaban leche materna respecto de los que tomaban leche en polvo Nestlé. En 1979, 150 organizaciones internacionales crearon el IBFAN (International baby food action network) o Red internacional para la alimentación infantil, cuyo objetivo es luchar contra la estrategia de comunicación de Nestlé que se apoya, principalmente en los países en desarrollo, sobre la pretendida superioridad de la leche en polvo con respecto a la leche materna. En los Estados Unidos el International Nestlé boycott committee, constituido por una treintena de ONG e Iglesias, lanzó en 1977 una campaña de boicot, principalmente seguida en América del Norte, Gran Bretaña, Suecia y Alemania. Una sesión extraordinaria de la Organización Mundial de la Salud votó en 1981 un código internacional para la comercialización de la leche en polvo. Prohibía cualquier publicidad que incitase a la sustitución de la leche materna por la leche en polvo. Este código, conocido con el nombre de Código Internacional de Comercialización de Sustitutos de la Leche Materna, fue firmado en 1984 por Nestlé. Desde entonces, la multinacional ha sido acusada por ONG y periodistas de no cumplirlo, junto con otras empresas.
Paralelamente diversos especialistas alertan sobre la presión psicológica sobre las madres que no pueden dar el pecho o simplemente lo desean hacer durante los primeros meses de vida del niño, por lo que consideran correcto que se especifique en la publicidad la absoluta idoneidad de las leches maternizadas.
Un informe titulado Cracking the Code y publicado en 1996 por la Interagency Group on Breastfeeding Monitoring enumera las infracciones cometidas, listadas por una red de asociaciones de Sudáfrica, Bangladés, Polonia y Tailandia.
En el mes de febrero de 2011 la Dirección de Fiscalización, Control y Defensa del Consumidor de la provincia de Mendoza, Argentina obligó a la empresa, luego de un pormenorizado estudio, a cambiar el rótulo y los envases de dos de sus productos, "La Lechera" y "Día a Día" por tratarse de sustitutos lácteos elaborados sobre la base de leche pero que no son leche en polvo. Se determinó que la estrategia de venta de la empresa, colocando los alimentos junto a los envases de leche en los supermercados, y el diseño de su envase e indicaciones para preparar el producto estaban "al borde del engaño publicitario".
El IFBAN continúa actualmente publicando regularmente un dosier con las infracciones cometidas por Nestlé en relación con este código.

### Productos transgénicos
En la quinta edición (2013) de la Guía roja y verde de Greenpeace España de alimentos transgénicos catalogados como:
- productos cuyos fabricantes no garantizan a Greenpeace ausencia de transgénicos – o sus derivados– en sus ingredientes o aditivos.
- productos para los cuales los análisis de laboratorio de Greenpeace han detectado transgénicos.
- productos en cuya etiqueta figura que contienen transgénicos o derivados

aparecen las marcas de Nestlé en las siguientes categorías:
- Alimentación infantil: todos los productos.
- Alimentación para animales domésticos: Nido, Friskies, Vital, Félix, Balance, Elite, Nutrición, Beneful, Gourmet, Tonus.
- Preparados y conservas: Maggi, Buitoni, Litoral, Solís, Nestlé, La Cocinera.
- Bebidas: Nesquik, Nescafé, Nestlé, Bonka, Eko, Ricore.
- Cereales para desayuno: Chocapic, Fitness, Fibre1, Estrellitas, Golden Grahams, Crunch, Cheerios.
- Congelados: Buitoni, La cocinera.
- Chocolate y golosinas: Nestlé, Milkybar, Crunch, After Eight, Kit kat, Nesquik, Blues, Dolca.
- Helados: La Lechera, Maxibon, Nestlé, Extreme.[64]

### Nestlé Purina en Venezuela
A comienzos del año 2005, Nestlé Purina vendió grandes cantidades de alimento para animales contaminado en Venezuela en las marcas locales incluyendo: Dog Chow, Cat Chow, Puppy Chow, Fiel, Friskies, Gatsy, K-Nina, Nutriperro, Perrarina y Pajarina. Se reportó que la contaminación se causó porque un proveedor almacenó incorrectamente maíz para uso animal, lo que causó proliferación de hongos con una alta cantidad de aflatoxina, causando problemas hepáticos en los animales  alimentados con estos productos.
El 3 de marzo de 2005, la Asamblea nacional de Venezuela declaró que la compañía Nestlé Purina era responsable por los estándares de calidad de sus productos y que debía pagar una compensación a los dueños de los animales afectados y muertos.

### Conductas anticompetitivas
En 2015 la Comisión Nacional de los Mercados y la Competencia (CNMC) de España impuso a Nestlé España una multa de 10,6 millones de euros por conductas anticompetitivas. Varias empresas del sector lácteo fueron sancionadas en el mismo expediente por haber concertado el reparto del mercado de aprovisionamiento de leche cruda “en una infracción única y continuada desde al menos el año 2000 hasta el año 2013 incluido".

## Fusión con Soprole en Chile
En noviembre de 2010, la filial chilena de Nestlé y Soprole, una de las grandes industrias de lácteos del país, anunciaron su fusión, aún desconociéndose si ambas marcas se mantendrían o si se fusionarían en un solo nombre. Como resultado de ello, controlarían el mercado chileno de los yogures en un 50 % y el de las leches líquidas entre un 40 y un 45 %, según cifras entregadas por las empresas aludidas.
En Chile el mercado lácteo está controlado principalmente por cuatro industrias (Nestlé, Soprole, Loncoleche - Calo y Colun) que manejan el 75 %; desplazando a marcas como Parmalat - Danone —Parmalat está en Chile desde los años 1990, en cambio Danone entró al mercado lácteo chileno a fines de 2007, cuando compró la filial nacional de la lechera italiana— y Surlat, entre otros. Es por esto que expertos auguran una posible conducta monopólica por parte de ambas industrias que, aseguran, deberá ser revisada por el Tribunal de Defensa de la Libre Competencia de Chile pues podrían manejar hasta dos tercios de la industria nacional.
En marzo de 2011 la Fiscalía Nacional Económica entregó un informe al tribunal en el que se establecían las desventajas de la fusión, indicando que una consecuencia podría ser un aumento en los precios de los lácteos. En abril de ese año, las empresas decidieron retirar la consulta y no perseverar en la fusión.

## Premio Proveedor Nestlé
- 2015 Premio Proveedor Nestlé a la empresa Norbert Dentressangle[69]